# Théâtre de la cruauté

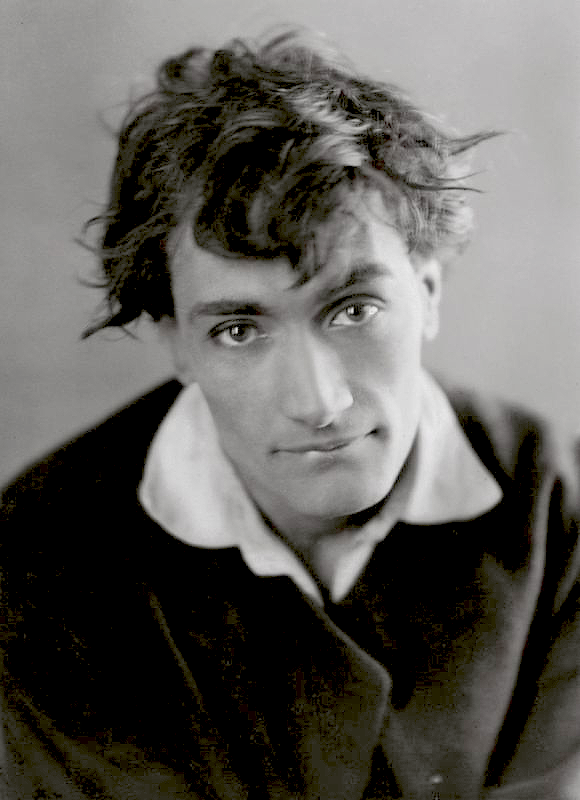
Antonin Artaud en 1926.

Le théâtre de la cruauté est une expression introduite par Antonin Artaud pour désigner la forme dramatique à laquelle il travailla dans son essai Le Théâtre et son double. Derrière « cruauté » il faut entendre « souffrance d'exister » et non une cruauté envers autrui. L'acteur doit brûler sur les planches comme un supplicié sur son bûcher. Selon Artaud, le théâtre doit retrouver sa dimension sacrée, métaphysique et porter le spectateur jusqu'à la transe.

## Caractéristiques

### Analyse du théâtre contemporain

#### Constat
Selon Artaud, pour pouvoir échapper à ce « monde qui glisse, qui se suicide sans s’en apercevoir » et à l’ « atmosphère asphyxiante dans laquelle nous vivons », il faut que le théâtre redevienne « grave » et qu’il abandonne le primat de l'auteur pour celui du metteur en scène. En effet, Artaud remplace « la vieille dualité entre l’auteur et le metteur en scène […] par une sorte de Créateur unique, à qui incombera la responsabilité double du spectacle et de l’action ».

#### Positionnement face au théâtre contemporain
Au-delà de l’abrogation du rôle d’auteur, il souhaite « en finir avec cette idée des chefs-d’œuvre réservés à une soi-disant élite, et que la foule ne comprend pas ». Son idée de « Théâtre de la Cruauté » s’élabore à l’opposé du « théâtre psychologique » qu’il définit comme « purement descriptif et qui raconte ». A l’inverse d’un « art détaché », « fermé, égoïste et personnel », « le Théâtre de la Cruauté se propose de recourir au spectacle de masses », pour produire une « action immédiate et violente ».

### Définition de la Cruauté
Le Théâtre de la cruauté est un « théâtre qui nous réveille : nerfs et cœur ». Cependant, cette cruauté n’est pas celle du sang et de la barbarie : 
Il ne s’agit pas de cette cruauté que nous pouvons exercer les uns contre les autres (…) mais (…) celle beaucoup plus terrible et nécessaire que les choses peuvent exercer contre nous. Nous ne sommes pas libres. Et le ciel peut encore nous tomber sur la tête. Et le théâtre est fait pour nous apprendre d’abord cela. 
Avec ce concept, Artaud propose « un théâtre où des images physiques violentes broient et hypnotisent la sensibilité du spectateur ». A la vue de cette violence naît la « violence de la pensée » chez le spectateur, violence désintéressée qui joue un rôle semblable à la catharsis. En effet, le théâtre devient une fonction qui fournit « au spectateur des précipités véridiques de rêves, où son goût du crime, ses obsessions érotiques, sa sauvagerie, ses chimères, son sens utopique de la vie et des choses, son cannibalisme même, se débondent, sur un plan non pas supposé et illusoire, mais intérieur » ; en d’autres mots, ces rêves exaltent ses pulsions pour produire une « sublimation », sorte de purgation des mauvaises passions. Le faible risque d’inciter le spectateur à reproduire ce qu’il voit – s’il ne comprend pas que le théâtre lui apprend « l’inutilité de l’action » et qu’« un geste fait ne se recommence pas deux fois » – vaut tout de même la peine d’être pris, selon Artaud, « dans les circonstances actuelles » d’un monde en déclin.

### La mise en scène du Théâtre de la cruauté

#### Le texte théâtral
Artaud place la mise en scène comme « le point de départ de toute création théâtrale ». Il désire retrouver « sous la poésie des textes, […] la poésie tout court, sans forme et sans texte ». C’est pourquoi il ne veut pas travailler avec un texte préétabli, un de ces « chefs-d’œuvre » immuables et hégémoniques, mais plutôt « autour de thèmes, de faits ou d’œuvres connus ». Artaud rêve même, pour son Théâtre de la cruauté, d’essayer la « mise en scène directe » à partir de ces thèmes illimités , il affirme ainsi que : « il n’est pas de thème, si vaste soit-il, qui puisse nous être interdit ».

#### Métaphysique du langage
Un élément primordial du théâtre de la cruauté est le langage. Artaud estime que le théâtre l'utilise mal. Il souhaite donc « lui rendre son langage ». Et c’est la mise en scène qui, au centre du processus de création, va pouvoir donner naissance au « langage type du théâtre » , « dynamique et dans l’espace ». Ce langage doit être « à mi-chemin entre le geste et la pensée ». Il définit ainsi une sorte de « métaphysique de la parole ».

#### Les codes et les signes sensibles
Artaud affirme aussi que le spectacle doit être « chiffré », et, pour lui, l’expression théâtrale, « abandonnant les utilisations occidentales de la parole », appartiendra au domaine des « signes », des « incantations » et du « langage visuel des objets ». Il pense ainsi qu'il faut redonner au théâtre un aspect traditionnel et immuable, avec une codification précise de chaque mouvement. L’idée est de rendre à la représentation une sorte de « magie », de lui faire prendre une forme analogue à celle des « rêves » et même de produire « des transes » pour s’adresser directement à l’organisme du spectateur. Cette approche est très proche des expériences du théâtre balinais qu'a connu Artaud, où la représentation a un grand rôle religieux. Il justifie cette approche dans le monde occidental par le fait que « la foule pense d’abord avec ses sens » et non avec son « entendement », quelle que soit sa culture. Cette approche sensible de l'art permet donc un art accessible à tous, cette sensibilité passe donc selon lui par tous les moyens scéniques qui soient à disposition du metteur en scène :
Tout spectacle contiendra un élément physique et objectif, sensible à tous. Cris, plaintes, apparitions, surprises, coups de théâtre de toutes sortes, beauté magique des costumes pris à certains modèles rituels, resplendissements de la lumière, beauté incantatoire des voix, charme de l’harmonie, notes rares de la musique, couleurs des objets, rythme physique des mouvements dont le crescendo et le decrescendo épousera la pulsation de mouvements familiers à tous, apparitions concrètes d’objets neufs et surprenants, masques, mannequins de plusieurs mètres, changements brusques de la lumière, action physique de la lumière qui éveille le chaud et le froid, etc.

#### Rôle des éléments scéniques
Dans sa conception du spectacle, la sonorisation est constante et les « cris » sont recherchés puisqu’ils sont un moyen de communication directe aux sens des spectateurs. Hormis les mannequins, les masques et les instruments de musique, il n’y a pas de décor. Les acteurs ne sont pas en « costume moderne » mais plutôt en « costumes millénaires, à destination rituelle ». De plus, la lumière, « qui n’est pas faite seulement pour colorer, ou pour éclairer, et qui porte avec elle sa force, son influence, ses suggestions », éclaire aussi les spectateurs, étant donné que ceux-ci se trouvent au centre de cette salle unique où se joue la représentation. Quant à l’acteur, Artaud lui refuse « toute initiative personnelle » ; il le considère comme « un athlète du cœur », qui, en produisant des « souffles ». peut réussir à produire des émotions précises. 

#### Le rapport scène/salle
Artaud estime qu'il y a une diminution du nombre de spectateur au théâtre, il le justifie par le fait que le public contemporain sait trop bien que « c’était du théâtre ; c’est-à-dire du mensonge et de l’illusion ». Il souhaite donc transcender cette illusion, non pas par une forme de réalisme, mais par une scénographie qui rapproche le spectateur de la représentation. La réalisation scénique de son Théâtre de la cruauté place alors « le spectateur […] au milieu tandis que le spectacle l’entoure ».  Ainsi, la sensibilité de celui-ci pourrait être facilement atteinte par le spectacle. Il affirme que le spectacle peut répandre « ses éclats visuels et sonores sur la masse entière des spectateurs ». Artaud supprime donc, dans ce « spectacle tournant » et « total » , le schéma très usité d’une salle qui sépare spectateurs et acteurs :
la scène et la salle […] sont remplacées par une sorte de lieu unique, sans cloisonnement, ni barrière d’aucune sorte, et qui deviendra le théâtre même de l’action. Une communication directe sera rétablie entre le spectateur et le spectacle, entre l’acteur et le spectateur, du fait que le spectateur placé au milieu de l’action est enveloppé et sillonné par elle.
Artaud entend abandonner « les salles de théâtre existant actuellement » pour prendre « un hangar ou une grange quelconque » qu’il faudra aménager comme « certains lieux sacrés ».
La salle sera close de quatre murs, sans aucune espèce d’ornement, et le public assis au milieu de la salle, en bas, sur des chaises mobiles qui lui permettront de suivre le spectacle qui se passera autour de lui. […] Des emplacements particuliers seront réservés, pour les acteurs et pour l’action, aux quatre points cardinaux de la salle. […] De plus, en hauteur, des galeries courront sur tout le pourtour de la salle […]. Ces galeries permettront aux acteurs, chaque fois que l’action le nécessitera, de se poursuivre d’un point à l’autre de la salle, et à l’action de se déployer à tous les étages et dans tous les sens de la perspective en hauteur et profondeur.

## Influences
Artaud aimerait retrouver la force que les tragédies antiques pouvaient exercer en leur temps et donc reconstruire un théâtre « autour de personnages fameux, de crimes atroces, de surhumains dévouements », avec des « thèmes historiques ou cosmiques, connus de tous » mais « sans recourir aux images expirées des vieux Mythes». En d’autres termes, il aimerait « pouvoir extraire les forces » de ces images cruelles et tirer parti de la violence pour créer une sorte de catharsis tout en installant un nouveau langage qui puisse s’adresser à la masse des spectateurs contemporains, et tout en créant de nouveaux moyens scéniques.
Ayant assisté aux cours de Dullin, s’inspirant du théâtre oriental et ayant fait un voyage chez les Tarahumaras, Artaud teinte ses conceptions théâtrales de mysticisme, de magie et d’alchimie.
Par la réalisation concrète de ses volontés scéniques, Artaud pense pouvoir faire « appel à certaines idées inhabituelles […] qui touchent à la Création, au Devenir, au Chaos, et […] toutes d’ordre cosmique […] dont le théâtre s’est totalement déshabitué ». Cependant, il précise que la pensée inhérente au spectacle ne doit pas devenir le thème général de la pièce, même si le créateur doit veiller à introduire ces clés de pensée indispensables.

## Pièces
Le premier et unique spectacle de la cruauté est la tragédie Les Cenci (tragédie en quatre actes et dix tableaux d'après Shelley et Stendhal). La représentation eut lieu le 6 mai 1935 au Théâtre des Folies-Wagram. Artaud avoue que cette pièce n'appartient pas véritablement au théâtre de la cruauté mais l'annonce et le prépare. La pièce est basée sur « le mouvement de gravitation ». Artaud écrivait dans la Bête noire no 2 du 1er mai 1935 : « Par Les Cenci, il me semble que le théâtre est remis à son plan et qu'il retrouve cette dignité presque humaine sans laquelle il n'est pas utile de déranger le spectateur. »

## Postérité
Michel de Ghelderode et Jerzy Grotowski sont des auteurs pouvant se réclamer du théâtre de la cruauté.
Un autre spectacle souvent relié au théâtre de la cruauté est celui de Purifiés (1999) de Sarah Kane.
On peut également citer Jodorowsky, Topor et Arrabal avec le mouvement Panique. Le théâtre de la cruauté eut une certaine influence sur l'actionnisme en général et notamment sur la vision d'un art total envisagé par Hermann Nitsch, avec son Orgien-Mysterien-Theater (théâtre des orgies et des mystères).
Plus contemporain, Roméo Castellucci se veut continuateur du théâtre théorisé par Artaud.
Peter Brook, quand il a créé sa compagnie nommée « Théâtre de la cruauté » a été fortement influencé par les théories d'Artaud.

### Le Théâtre et son double
Antonin Artaud, Le théâtre et son double, Paris, Gallimard, coll « folio essai », 1938
1. ↑  p. 47
2. 1 2  p. 115
3. 1 2 3  p. 132
4. 1 2 3 4  p. 144
5. ↑  p. 119
6. ↑  p. 120
7. ↑  p. 112
8. 1 2  p. 131
9. ↑  p. 123
10. 1 2 3 4  p. 128
11. ↑  p. 127
12. 1 2  p. 141
13. ↑  p. 117
14. ↑  p. 129
15. ↑  p. 121
16. 1 2 3 4 5  p. 151
17. ↑  p. 137
18. 1 2 3 4 5 6  p. 138
19. 1 2  p. 140
20. 1 2 3  p. 134
21. 1 2 3  p. 126
22. ↑  p. 152
23. ↑  p. 199
24. ↑  p. 200
25. ↑  pp. 118-119
26. ↑  p. 148
27. ↑  p. 149
28. ↑  p. 150
29. 1 2 3  p. 133
30. ↑  p. 136
31. ↑  pp. 81 - 103
32. ↑  p. 139
33. ↑  p. 143

### Autre
1. ↑  Matheus Bernd, « Das Theater der Grausamkeit », Ein kapitales Missverständnis, In: Artaud, Antonin, Das Theater und sein Double: das Théâtre de Séraphin [Deutsch von Gerd Henninger], Berlin: Matthes & Seitz, 2012, p. 227
2. ↑  (en) DEÁK, F., « Antonin Artaud and Charles Dullin: Artaud's Apprenticeship in Theatre », Educational Theatre Journal, vol. 29, no 3,‎ octobre 1977, pp. 345-353 (URL: https://www.jstor.org/stable/3206180)
3. ↑  Paule Thévenin, « Artaud Antonin - (1896-1948) », Encyclopædia Universalis [en ligne] (consulté le 17 janvier 2015)
4. ↑  Mattheus Bernd, « Das Theater der Grausamkeit », Ein kapitales Missverständnis, Op. Cit., p. 273